# Mnais pruinosa
Mnais pruinosa – gatunek ważki z rodziny świteziankowatych (Calopterygidae).